# 大字香月
大字香月（おおあざかつき）は福岡県北九州市八幡西区の大字。住居表示未実施。郵便番号は806-0000。

## 地理
八幡西区の南部西側に位置し、北から東に香月中央、南に楠橋上方、西に大字楠橋、北西に香月西と接する。

### 河川
- 一級河川 黒川

## 地域の特徴
かつて遠賀郡香月村と呼ばれていた地域のうち住居表示されずに残った部分であり、ほぼ全域が水田である。北縁を黒川が西流する。

## 歴史
鎌倉期から室町期には香月郷と呼ばれていた地域で、代々香月氏が地頭職に就いていた。

### 地名の由来
日本武尊が熊襲征伐の際に当地に宿し、「花香り月清き里」と賞したことによるといわれる。

### 沿革
- 1878年（明治11年）11月1日 - 郡区町村編制法の福岡県での施行により、行政区画としての遠賀郡が発足。遠賀郡香月村となる。
- 1889年（明治22年）4月1日 - 町村制施行により、香月村、楠橋村、馬場山村、畑村の4村が合併し、香月村が発足。香月村は香月村大字香月となる。[5]
- 1931年（昭和6年）4月1日 - 香月村が町制施行し、香月町が発足。香月村大字香月は香月町大字香月となる[5]。
- 1955年（昭和30年）4月1日 - 香月町が八幡市の一部となり、香月町大字香月は八幡市大字香月となる[5]。
- 1963年（昭和38年）2月1日 - 八幡市、戸畑市、小倉市、若松市、門司市の5市が合併し、北九州市が発足。八幡市大字香月は北九州市八幡区大字香月となる。
- 1963年（昭和38年）4月1日 - 北九州市が政令指定都市に指定され、八幡区、戸畑区、小倉区、若松区、門司区の5区を設置。北九州市八幡区大字香月は北九州市八幡区大字香月となる。
- 1974年（昭和49年）4月1日 - 八幡区が八幡西区と八幡東区に分かれ、北九州市八幡西区大字香月となる[6]。
- 1982年（昭和57年）6月1日 - 大字香月の一部が小嶺台二丁目 - 四丁目になる[7]。
- 1984年（昭和59年）6月1日 - 大字香月の一部が大平台，船越一丁目 - 三丁目になる[8]。
- 1986年（昭和61年）6月1日 - 大字香月の一部が下畑町，東石坂町になる[9][10]。
- 1987年（昭和62年）6月1日 - 大字香月の一部が池田一丁目 - 三丁目，石坂一丁目 - 三丁目，香月中央一丁目 - 五丁目，香月西一丁目 - 四丁目，上香月一丁目 - 四丁目，吉祥寺町，白岩町，馬場山原になる[11][12]。
- 1988年（昭和63年）6月1日 - 大字香月の一部が楠橋上方一丁目，千代一丁目 - 五丁目，船越二丁目，椋枝一丁目 - 二丁目になる[13][14]。

## 世帯数と人口
2025年（令和7年）3月31日現在（北九州市発表）の世帯数と人口は以下の通りである。
| 大字     | 世帯数 | 人口 |
| -------- | ------ | ---- |
| 大字香月 | - 世帯 | - 人 |

### 人口の変遷
国勢調査による人口の推移。
| 1995年（平成7年）  | -人 | [ 15 ] |  |
| 2000年（平成12年） | -人 | [ 16 ] |  |
| 2005年（平成17年） | -人 | [ 17 ] |  |
| 2010年（平成22年） | -人 | [ 18 ] |  |
| 2015年（平成27年） | -人 | [ 19 ] |  |
| 2020年（令和2年）  | -人 | [ 20 ] |  |

### 世帯数の変遷
国勢調査による世帯数の推移。
| 1995年（平成7年）  | -世帯 | [ 15 ] |  |
| 2000年（平成12年） | -世帯 | [ 16 ] |  |
| 2005年（平成17年） | -世帯 | [ 17 ] |  |
| 2010年（平成22年） | -世帯 | [ 18 ] |  |
| 2015年（平成27年） | -世帯 | [ 19 ] |  |
| 2020年（令和2年）  | -世帯 | [ 20 ] |  |

## 学区
市立小・中学校に通う場合、学区は以下の通りとなる。
| 番地 | 小学校               | 中学校               |
| ---- | -------------------- | -------------------- |
| 全域 | 北九州市立千代小学校 | 北九州市立千代中学校 |